# Gosamaru
Gosamaru (護佐丸, d. 1458) est un aji du royaume de Ryūkyū, seigneur des gusuku (châteaux) de Zakimi et plus tard Nakagusuku. Il soutient Shō Hashi, premier souverain du royaume de Ryūkyū, dans sa conquête de Hokuzan et son effort d'unification de l'île d'Okinawa.
Il est également connu sous le nom Seishun (盛春) et par son nom chinois Mao Guoding (毛国鼎, J: Mō Kokutei).

## Biographie
Gosamaru naît au château de Yamada dans le village d'Onna. En 1416, il emmène les forces du château de Yamada en soutien de Shō Hashi, souverain du royaume Okinawéen de Chūzan, lors de son invasion et conquête du royaume voisin de Hokuzan. Hashi s'empare du royaume méridional de Nanzan plusieurs années plus tard et unifie l'île d'Okinawa, mettant ainsi un terme à l'époque Sanzan et créant de facto le royaume unifié de Ryūkyū.
En reconnaissance de son soutien, Gosamaru est nommé gardien de Hokuzan et reçoit le château de Nakijin qui a jusque-là servi de siège royal de Hokuzan. Quelque temps plus tard, Gosamaru laisse Nakijin pour Zakimi dans le village de Yomitan, où il construit un nouveau gusuku ; Il est rapporté qu'il a mobilisé des travailleurs venant d'aussi loin que les îles Amami pour cette entreprise et que les pierres ont été apportées à la main du château de Yamada pour construire le nouvel édifice.
Pendant de nombreuses années, Gosamaru sert loyalement le royaume et développe des liens avec la famille royale, sa fille épousant même le roi Shō Taikyū. Selon le désir du gouvernement royal, il supervise la construction du gusuku de Nakagusuku (中城) où il s'établit pour observer un autre seigneur local, Amawari du château de Katsuren, qui est devenu puissant et s'est enrichi du commerce maritime et qui a son œil sur le trône. En 1458 cependant, Amawari rapporte au gouvernement royal que c'est Gosamaru qui prépare une révolte aussi les forces du royaume, emmenées par Amawari, attaquent-elles le château de Nakagusuku. Il est rapporté que Gosamaru refuse de se battre par loyauté envers le royaume et se tue plutôt que de trahir sa loyauté et s'opposer à son roi. Amawari est exécuté peu après, sa duplicité ayant été découverte par une note au roi que Gosamaru a lui-même placée dans sa bouche, sachant qu'Amawari présenterait sa propre tête au roi. Une autre théorie veut que toute l'affaire a été organisée par le gouvernement royal afin de supprimer à la fois Gosamaru et Amawari comme rivaux puissants et menaces potentielles à la succession.
Le récit de la trahison et de la destruction de Gosamaru par Amawari est parmi les plus célèbres et populaires des légendes historiques locales. Une pièce de danse kumi odori racontant la quête de vengeance du fils de Gosamaru contre Amawari, a été une fois exécutée dans le cadre des divertissements formels organisés par le royaume à l'attention d'envoyés chinois pour une investiture et est plus récemment devenue une pièce populaire.
Une autre théorie des événements selon laquelle Gosamaru a comploté pour s'emparer du pouvoir et était jaloux de la puissance croissante d'Amawari est présentée dans la célèbre pièce bien connue intitulée Amawari.

## Source de la traduction
- (en) Cet article est partiellement ou en totalité issu de l’article de Wikipédia en anglais intitulé « Gosamaru » (voir la liste des auteurs).